# Kleine Litanei
Kleine Litanei (en français : Petites Litanies) est une œuvre pour chœur mixte a cappella écrite en 2015 par Arvo Pärt, compositeur estonien associé au mouvement de musique minimaliste.

## Historique
Composée en octobre 2015 à la suite de la commande du musée de Vienne – sous l'impulsion de leur directeur Christian Kircher pour la réouverture de la Virgilkapelle (en), une crypte datant du XIIIe siècle située 12 mètres sous la Stephansplatz et redécouverte en 1973, – en Autriche, l'œuvre est dédiée au chœur Arnold Schönberg et son chef de chœur.
Kleine Litanei est créé dans la chapelle de Virgile à Vienne le 10 décembre 2015 par le chœur Arnold Schönberg sous la direction de Erwin Ortner (de).

## Structure
Composée pour chœur mixte (SATB) et interprétée a cappella, l'œuvre est une invocation à Virgile de Salzbourg, archevêque de Salzbourg au VIIIe siècle.
L'exécution de Kleine Litanei dure environ cinq minutes.